# Adua-Klasse
Die Unterseeboote der Adua-Klasse bildeten die vierte und vorletzte Serie des italienischen U-Boot-Typs 600. Im Vergleich zur vorherigen Perla-Klasse wiesen sie nur geringfügige technische Verbesserungen auf. 17 Boote wurden von 1936 bis 1938 für die Regia Marina gebaut, die sie im Zweiten Weltkrieg vorwiegend im Mittelmeer einsetzte. Drei weitere bestellte die brasilianische Marine. Es handelte sich um U-Boote mittlerer Verdrängung und Reichweite, mit relativ niedriger Überwassergeschwindigkeit und guter Manövrierfähigkeit. Ihre zu großen Türme wurden während des Krieges umgebaut und verkleinert. Die Boote wurden inoffiziell als „Afrikaner“ bezeichnet, da sie nach Städten und Orten Italienisch-Ostafrikas benannt waren. Die Boote erzielten im Mittelmeer einige Erfolge, jedoch gingen bis Kriegsende bis auf die Alagi alle verloren.

## Boote der Klasse
Die U-Boote der Klasse wurden in drei Gruppen auf drei verschiedenen Werften gebaut. 15 der 17 Boote der Klasse bildeten im Sommer 1940 die U-Boot-Geschwader 15 in La Spezia, 35 in Messina, 46 in Tarent und 71 in Cagliari. Zwei Boote waren den Geschwadern 62 in Tobruk und 82 in Massaua zugeteilt.

### Adua
Bei CRDA in Monfalcone am 1. Februar 1936 auf Kiel gelegt, am 13. September vom Stapel gelaufen und am 14. November 1936 der Marine übergeben. Operierte im Sommer 1940 von Cagliari (71. Geschwader) aus zwischen Sardinien, Tunesien und den Balearen. Von Oktober 1940 bis März 1941 der Marineschule in Pola zu Ausbildungszwecken zugeteilt, danach bei Tarent und im östlichen Mittelmeer eingesetzt. Am 30. September 1941 bei 37° 10′ N, 0° 56′ W von Gurkha und Legion versenkt. Es gab keine Überlebenden. Das Boot unternahm 16 Feindfahrten und 46 Ausbildungsfahrten und legte insgesamt 9.690 Seemeilen zurück.

### Axum
Bei CRDA in Monfalcone am 8. Februar 1936 auf Kiel gelegt, am 27. September 1936 vom Stapel gelaufen und am 2. Dezember 1936 der Marine übergeben. Operierte im Zweiten Weltkrieg von Cagliari aus (71. Geschwader) zunächst erfolglos im westlichen und zentralen Mittelmeer. Griff am 15. Juli 1942 bei Malta einen britischen Minenleger an. Versenkte während der Operation Pedestal am 12. August 1942 bei 37° 26′ N, 10° 56′ O den britischen Kreuzer Cairo und beschädigte den Kreuzer Nigeria sowie den Tanker Ohio schwer. Nach dem Waffenstillstand am 10. September 1943 in Malta an die Alliierten übergeben, danach für Sonderoperationen eingesetzt. Lief am 27. Dezember 1943 an der Küste Arkadiens (Peloponnes) auf Grund und wurde von der Besatzung versenkt. Axum führte 27 Feindfahrten und 22 Transportfahrten durch und legte dabei 26.302 Seemeilen zurück.

### Aradam
Bei CRDA in Monfalcone im März 1936 auf Kiel gelegt, am 18. Oktober 1936 vom Stapel gelaufen und am 16. Januar 1937 der Marine übergeben. Operierte von Cagliari (71. Geschwader) aus vorwiegend vor Tunesien und bei Gibraltar, zeitweise auch bei Malta und an der libysch-ägyptischen Küste. Griff am 23. Juni 1940 bei 42° 40′ N, 4° 25′ O erfolglos ein französisches Geleit an. Zerstörte am 6. April 1942 bei Cap Bon (Ras el Mirk, 36° 47′ N, 11° 5′ O) den auf Grund gelaufenen britischen Zerstörer Havock. Am 16. November 1943 Angriff auf britischen Geleitzug vor Tunesien, wobei nach vergeblichem Torpedoangriff einige Handelsschiffe mit der Bordkanone beschädigt wurden. Nach dem Waffenstillstand am 8. September 1943 in Genua von der Besatzung versenkt, von der deutschen Kriegsmarine gehoben, am 5. September 1944 von alliierten Fliegerbomben definitiv versenkt. Aradam legte bei 50 Einsätzen 29.367 Seemeilen zurück.

### Alagi
Bei CRDA in Monfalcone am 19. März 1936 auf Kiel gelegt, am 15. November 1936 vom Stapel gelaufen und am 6. März 1937 der Marine übergeben. Operierte von Juni 1940 bis Dezember 1941 von Cagliari aus (71. Geschwader) zwischen Sardinien, Tunesien und Gibraltar, danach auch bei Malta und im östlichen Mittelmeer. Versenkte am 8. Juni 1942 um 21.00 Uhr bei Cap Bon irrtümlich den italienischen Zerstörer Usodimare. Am 14. Juni 1942 vergeblicher Angriff auf den Flugzeugträger Eagle. Versenkte am 9. Juli 1942 vor der syrischen Küste einen Tanker. Torpedierte und beschädigte am 12. August 1942 vor Tunesien (37° 52′ N, 9° 21′ O) den Kreuzer Kenya und versenkte das britische Handelsschiff Clan Fergusson. Im September 1943 in Malta an die Alliierten übergeben und dann von Haifa aus als Transportboot eingesetzt. Im Dezember 1944 wieder in Tarent und ohne weitere Einsätze bis zur Außerdienststellung am 1. Februar 1948. Das Boot unternahm 36 Feindfahrten (hauptsächlich Aufklärungseinsätze) und 19 Transportfahrten und legte dabei 36.729 Seemeilen zurück.

### Macallè
Bei OTO in La Spezia am 1. März 1936 auf Kiel gelegt, am 29. Oktober 1936 vom Stapel gelaufen und am 1. März 1937 der Marine übergeben. Macallè war 1940 dem U-Boot-Geschwader 82 in Massaua im Roten Meer zugeteilt. Während der ersten Feindfahrt nach Port Sudan kam es am 11. Juni 1940 bei Macallè (und anderen Booten) zu technischen Problemen an der Belüftungsanlage. Der Austritt giftiger Gase führte zum Ausfall von Teilen der Besatzung. Macallè lief am 15. Juni 1940 auf Grund eines Navigationsfehlers bei der Insel Barr Musa Kebir auf einen Felsen. Bevor das Boot sank, konnte sich die Besatzung in Sicherheit bringen und wurde, fast verdurstet, am 22. Juni vom U-Boot Guglielmotti gerettet. Drei Mann der Macallè hatten zuvor auf abenteuerliche Weise die italienische Kolonie Eritrea erreicht. Macallè war der erste italienische U-Boot-Verlust des Krieges.

### Gondar
Bei OTO in La Spezia am 15. Januar 1937 auf Kiel gelegt, am 3. Oktober 1937 vom Stapel gelaufen und am 28. Februar 1938 der Marine übergeben. Gondar unterstand 1940 zunächst dem 15. Geschwader in La Spezia und wurde dann zusammen mit den Booten Scirè, Ametista und Iride einer Sondereinheit (Decima Flottiglia MAS) zugeteilt. Es sollte bemannte Torpedos nach Alexandria bringen. Gondar wurde am 30. September 1940 von Stuart und Diamond sowie von einem Sunderland-Flugboot schwer beschädigt und 110 Seemeilen von Alexandria entfernt von der Besatzung selbstversenkt.

### Neghelli
Bei OTO in La Spezia am 25. Februar 1937 auf Kiel gelegt, am 7. November 1937 vom Stapel gelaufen und am 22. Februar 1938 der Marine übergeben. Das Boot gehörte 1940 zum 15. U-Boot-Geschwader in La Spezia. Am 19. Juli 1940 beschädigte es 80 Seemeilen nordnordwestlich von Marsa Matruh (32° 37′ N, 26° 44′ O) den britischen Kreuzer Coventry. Nachdem Neghelli am 19. Januar 1941 südlich von Piräus ein Geleit angegriffen und das Handelsschiff Clan Cumming beschädigt hatte, wurde das U-Boot kurz danach bei 37° 15′ N, 24° 4′ O vom britischen Zerstörer Greyhound versenkt. Es gab keine Überlebenden.

### Ascianghi
Bei OTO in La Spezia am 20. Januar 1937 auf Kiel gelegt, am 5. Dezember 1937 vom Stapel gelaufen, am 25. März 1938 der Marine übergeben und zunächst in Leros stationiert. 1940 unterstand es dem 15. Geschwader in La Spezia, operierte jedoch von Cagliari aus. Am 22. Juni 1940 beschädigte es bei den Balearen ein bewaffnetes britisches Handelsschiff. Am 21. September 1941 versenkte es vor Beirut den unter britischer Flagge fahrenden polnischen Tanker Antar. Anfang November 1942 transportierte Ascianghi Munition von Messina nach Tobruk und rettete dabei 20 deutsche Soldaten, deren Flugzeug ins Meer gestürzt war. Das Boot versenkte am 15. November 1942 vor Algerien den britischen Minensucher Algerine. Am 3. März 1943 griff es im Golf von Sidra ein britisches Geleit an. Während der alliierten Operation Husky griff es am 23. Juli 1943 vor Augusta zusammen mit U 407 den britischen Kreuzer Newfoundland an, der schwer beschädigt wurde. Nachfolgende Wasserbombenangriffe beschädigten Ascianghi so schwer, dass das Boot auftauchen musste und dann von den Zerstörern Laforey und Eclipse versenkt wurde. Es gab 27 Überlebende. Ascianghi legte bei 22 Feindfahrten und anderen Fahrten 28.923 Seemeilen zurück.

### Scirè
Bei OTO in La Spezia am 30. Januar 1937 auf Kiel gelegt, am 6. Januar 1938 vom Stapel gelaufen und am 25. April 1938 der Marine übergeben. 1940 unterstand es zunächst dem U-Boot-Geschwader 15 in La Spezia und operierte dann zusammen mit den Booten Gondar, Ametista und Iride im Rahmen einer Sondereinheit (X. Flottiglia MAS).

### Durbo
Bei OTO in La Spezia am 8. März 1937 auf Kiel gelegt, am 6. März 1938 vom Stapel gelaufen und am 1. Juli 1938 der Marine übergeben. Durbo unterstand 1940 dem U-Boot-Geschwader 35 in Messina und machte insgesamt fünf Feindfahrten. Am 18. Oktober 1940 wurde es von den britischen Zerstörern Firedrake und Wrestler bei Gibraltar schwer beschädigt und zum Auftauchen gezwungen. Die Besatzung versenkte das Boot selbst, doch den Briten gelang zuvor noch die Erbeutung von geheimen italienischen Unterlagen. Das erlaubte zwei Tage später die Versenkung des italienischen U-Bootes Lafolè (siehe unten).

### Tembien
Bei OTO in La Spezia am 6. Februar 1937 auf Kiel gelegt, am 6. Februar 1938 vom Stapel gelaufen, am 1. Juli 1938 der Marine übergeben und zunächst in Leros stationiert. 1940 unterstand Tembien dem 35. Geschwader in Messina, von wo aus es zunächst bei Malta, Kreta und vor der libysch-ägyptischen Küste operierte. Am 27. November 1940 griff es westlich von Malta einen britischen Verband an, am 12. Januar 1941 bei Bardia ein Handelsschiff, das die Torpedos jedoch verfehlten. Am 29. Juni 1941 torpedierte Tembien vor der libyschen Küste den australischen Zerstörer Waterhen. Der italienische Torpedo explodierte nicht, flutete jedoch den Maschinenraum des Zerstörers, der danach aus der Luft angegriffen und versenkt wurde. Am 2. August 1941 griff Tembien nordwestlich von Malta den britischen Kreuzer Hermione an, dem es jedoch gelang, den Torpedos auszuweichen und Tembien bei 36° 31′ N, 12° 40′ O zu rammen und zu versenken. Es gab keine Überlebenden. Tembien unternahm zehn Feindfahrten sowie sechs Transport- und Ausbildungsfahrten und legte dabei 11.687 Seemeilen zurück.

### Lafolè
Bei OTO in La Spezia am 30. Juni 1937 auf Kiel gelegt, am 10. April 1938 vom Stapel gelaufen und am 31. August 1938 der Marine übergeben. Lafolè unterstand 1940 dem U-Boot-Geschwader 62 in Tobruk, von wo aus es vier Feindfahrten unternahm. Es operierte bei Tobruk, südlich von Kreta, im Golf von Tarent sowie östlich von Gibraltar. Am 18. Oktober 1940 gelang es den Briten, im sinkenden italienischen U-Boot Durbo (siehe oben) geheime Unterlagen zu erbeuten, aus denen auch die Einsatzpläne für Lafolè hervorgingen. Am 20. Oktober 1940 um 18:30 Uhr starteten die britischen Zerstörer Gallant, Griffin und Hotspur südöstlich von Alborán einen Wasserbombenangriff, der das Boot schwer beschädigte und zum Auftauchen zwang. Lafolè wurde vor Cabo de Tres Forcas bei Melilla gerammt und versenkt. Es gab neun Überlebende.

### Beilul
Bei OTO in La Spezia am 2. Juli 1937 auf Kiel gelegt, am 22. Mai 1938 vom Stapel gelaufen und am 14. September 1938 der Marine übergeben. 1940 unterstand Beilul dem U-Boot-Geschwader 35 in Messina. Das Boot griff am 7. Juli 1940 bei Leros britische Zerstörer an und verfehlte HMS Whirlwind knapp. Am 9. Januar 1941 erfolgte nordöstlich von Kreta (35° 25′ N, 26° 28′ O) ein weiterer erfolgloser Angriff auf einen britischen Zerstörer. Im Juli 1943 operierte Beilul während der Operation Husky (Landung auf Sizilien) vor Syrakus. Nach dem Waffenstillstand fiel das Boot am 9. September 1943 in Monfalcone in deutsche Hände. Im Hafen von Monfalcone wurde es im Mai 1944 von alliierten Fliegerbomben versenkt.

### Dagabur
Bei Tosi in Tarent am 16. April 1936 auf Kiel gelegt, am 22. September 1936 vom Stapel gelaufen und am 9. April 1937 der Marine übergeben. 1940 unterstand es dem 46. Geschwader in Tarent und operierte zunächst vorwiegend im östlichen Mittelmeer. Bei 33° 30′ N, 25° 20′ O beschädigte Dagabur am 30. März 1941 den britischen Kreuzer Bonaventure, der dann am folgenden Tag vom italienischen U-Boot Ambra vor Sollum versenkt wurde. Am 14. Dezember 1941 griff das Boot vor der ägyptischen Küste den Kreuzer Galatea an. Am 12. August 1942 wagte Dagabur südlich der Balearen in schwerer See einen Angriff auf den Flugzeugträger Furious, wurde jedoch vom Zerstörer Wolverine gerammt und versenkt.

### Dessiè
Bei Tosi in Tarent am 20. April 1936 auf Kiel gelegt, am 22. November 1936 vom Stapel gelaufen und am 14. April 1937 der Marine übergeben. 1940 unterstand es dem 46. Geschwader in Tarent. Am 28. November 1940 torpedierte Dessiè bei 36° 30′ N, 12° 59′ O den britischen Kreuzer Glasgow, verfehlte ihn jedoch. Am 12. August 1942 operierte das Boot gegen den Pedestal-Konvoi, wobei das Handelsschiff Brisbane Star schwer beschädigt wurde. Die Versenkung des Handelsschiffs Deucalion wurde Dessiè irrtümlich zugeschrieben. Das Boot wurde am 28. November 1942 vor Annaba (Algerien) von den Zerstörern Quiberon und Quentin versenkt.

### Uarsciek
Bei Tosi in Tarent am 2. Dezember 1936 auf Kiel gelegt, am 19. September 1937 vom Stapel gelaufen und am 4. Dezember 1937 der Marine übergeben. 1940 unterstand Uarsciek dem 46. Geschwader in Tarent. Es führte einige Munitionstransporte nach Tobruk durch. Uarsciek startete am 14. Juni 1942 bei 38° 2′ N, 5° 6′ O einen vergeblichen Angriff auf den Harpoon-Konvoi. Operierte am 10. August 1942 gegen den Pedestal-Konvoi, den es zuerst meldete. Verfehlte am 11. August 1942 bei 37° 52′ N, 10° 34′ O den Flugzeugträger Furious. Am 15. Dezember 1942 griff Uarsciek südlich von Malta den Zerstörer Petard an, den es jedoch verfehlte. Nach einem Wasserbombenangriff wurde es zum Auftauchen gezwungen. Beim folgenden Überwasserkampf gegen Petard und den griechischen Zerstörer Vasilissa Olga fielen 18 italienische Seeleute. Nach einer Kollision nahm Petard das schwer beschädigte Boot noch in Schlepp, es sank jedoch kurz darauf.

### Uebi Scebeli
Bei Tosi in Tarent am 12. Januar 1937 auf Kiel gelegt, am 3. Oktober 1937 vom Stapel gelaufen und am 21. Dezember 1937 der Marine übergeben. 1940 unterstand das Boot dem 46. Geschwader in Tarent, von wo aus es zwei Feindfahrten im östlichen Mittelmeer durchführte. Am 29. Juni 1940 wurde es südwestlich von Kreta von fünf britischen Zerstörern mit Wasserbomben gejagt und schwer beschädigt zum Auftauchen gezwungen. Uebi Scebeli wurde von den britischen Zerstörern Dainty und Ilex versenkt. Es gab Überlebende.

### Brasilianische Marine
Drei U-Boote der Adua-Klasse wurden nach Brasilien geliefert, die dort unter den Namen Tupy, Tamoyo und Tymbira bis in die 1950er Jahre im Dienst blieben.